# Nepsis
Nepsis (lub nipsis; gr. νῆψις) – idea w prawosławnej teologii chrześcijańskiej, która jest oznaką świętości. Jest to stan czujności i trzeźwości, nabyty po długim okresie catharsis.

## Etymologia
Termin pochodzi z Nowego Testamentu, 1 list św. Piotra (5:8, νήψατε, γρηγορήσατε. ἀντίδικος ὑμῶν ὡς ὁ διάβολος λέων ὠρυόμενος περιπατεῖ ζητῶν τινα καταπιεῖν — NIV: Bądźcie trzeźwi! Czuwajcie! Przeciwnik wasz, diabeł, jak lew ryczący krąży szukając kogo pożreć.). Tam nepsis pojawia się w formię czasownika w trybie rozkazującym, jako pilne polecenie do czujności i czuwania: „Bądźcie trzeźwi! Czuwajcie!”.